# Dodo 2456 (virus máy tính)
Dodo 2456 là virus máy tính được cách ly tại Hà Lan vào tháng 6 năm 1993. Nó là loại virus cư trú trong chương trình .COM bị nhiễm, bao gồm COMMAND.COM. Virus không được phát hành từ virus Dodo hay Birdie.
Dòng văn bản của virus đặt bên trong chương trình bị nhiễm như sau:
"DODO"
"c:\command.com"
"Today we commemorate the DODO."
"The bird who has become the victim of human
civilization !!!!!"
"A:\ EST POC"
"command com"